# Bacong
Bacong è una municipalità di quarta classe delle Filippine, situata nella Provincia di Negros Oriental, nella regione di Visayas Centrale.
Bacong è formata da 22 baranggay:
- Balayagmanok
- Banilad
- Buntis
- Buntod
- Calangag
- Combado
- Doldol
- Isugan
- Liptong
- Lutao
- Magsuhot

- Malabago
- Mampas
- North Poblacion
- Sacsac
- San Miguel
- South Poblacion
- Sulodpan
- Timbanga
- Timbao
- Tubod
- West Poblacion